# James Richardson Logan
Pour les articles homonymes, voir James Richardson (homonymie), Richardson et Logan.
James Richardson Logan (né en 1819 dans le Berwickshire en Écosse et mort en 1869 à Penang en Malaisie) est un anthropologue britannique.
C'est Logan qui a créé le nom "Indonésie",,. Logan était un juriste respecté, rédacteur à la Penang Gazette et ancien étudiant de l'ethnologue anglais George Windsor Earl (en). En 1850, Earl avait lancé le mot "Indu-nesians" pour désigner les peuples de la région comprenant les actuelles Indonésie, Malaisie et Philippines.
Une statue de marbre de Logan se trouve dans la cour du palais de justice de Penang. Une rue de Penang porte son nom.